# Basquash!
Basquash! (яп. バスカッシュ! Басукассю!, Басквош!) — японский аниме-сериал, который сочетает в себе жанры научной фантастики, меха и баскетбола. Был выпущен студией Satelight и транслировался по телеканалу Mainichi Broadcasting System с 3 апреля по 1 октября 2009 года. Работу над сериалом взял на себя Томас Ромен (французского происхождения), а над анимацией — Син Итагаки. 10 июля 2009 года было сообщено что Син Итагаки прекращает своё участие в создание сериала начиная с 11 серии аниме.
Сам сериал был создан главным образом для детей и фанатов баскетбола.
На основе сериала были выпущены 2 манги авторства Тэцуи Хаяси и Кагэмару. Первая манга выпускалась издательством Kadokawa Shoten в журнале Shonen Ace с 26 января по 26 сентября 2009 года. Всего выпущено 2 тома. Вторая манга выпускалась тем же издательством, но в журнале Comp Ace с 25 апреля по 26 сентября 2009 года.

## Сюжет
Действие происходит в альтернативном мире будущего. Легенда гласит, что мир создали боги-гиганты, которые устроили состязание наподобие баскетбола. Мяч попал на Землю и там где ступали ноги богов появились реки и озера, а там где мяч оставлял свои следы зародилась первая жизнь и, впоследствии, появились города. На сегодняшний день Земля имеет тесные связи с Луной. Если Луна преуспела в техническом и жизненном уровне и превратилась в утопическое государство, то на Земле всё ещё крайне тяжело выживать. Многие люди мечтают попасть на Луну и достигают своей цели разными способами. В лунном и земном обществе существует культ баскетбола, так как данная игра связана с представлением о мироздании вселенной. Но с приходом высоких технологий всё большую популярность набирает «бигфутбаскетбол», игра в баскетбол на «бигфутах», огромных человекообразных роботах. Юный парень по имени Дан Джей-Ди и прирождённый игрок баскетбола, но поначалу терпеть не мог бигфутов, так как по их вине сестра Дана Коко стала инвалидом. Но позже оседлав робота и меняя отношение к ним, разрушает полностью новую арену, продемонстрировав при этом свои отличные навыки игры. Вскоре Дан придумывает новый вид бигбаскета и называет его «басквош», главная его особенность — игра без правил, то есть можно нападать на соперника любыми способами, а ареной становится целый город. Басквош моментально становится популярнейшим видом спорта, а сам Дан обзавёлся надеждой попасть на Луну, чтобы вылечить ноги сестры. Главный герой быстро находит новых союзников и должен сыграть в баскетбольных матчах, чтобы попасть в сборную лунной команды.

## Список персонажей
Дан Джей-Ди (яп. ダン・ジェイディー Дан Дзэйди) — Главный герой сериала. Молодой парень со смуглой кожей и огненными волосами. Очень вспыльчивый и недальновидный. С раннего детства увлекался баскетболом. Обладает очень хорошими рефлексами и скоростью, однако плохо целится в корзину и долгое время не давал пасы, из-за чего результаты игры были всегда неоднозначными. Незадолго до главных событий он играл вместе с Коко, но когда Дан промахнулся в корзину, Коко хотела поймать мяч и на неё упал бигфут. Так девочка стала инвалидом на всю жизнь. Дан винит в произошедшем себя и поэтому поначалу во время игры мог впадать в отчаяние. Позже Дан во время игры научился бросать молниеносные удары, оставляя за собой золотой пояс, как это делали боги после создания вселенной. Так становится известно, что Дан является легендой, которая в древнем пророчестве призвана спасти Землю и Луну от столкновения.
Сэйю: Хиро Симоно
Сэра Ди Миранда (яп. セラ・ディー・ミランダ) — Впервые работала разносчицей напитков в арене, которую разрушил Дан. Она влюбилась в него тогда и пока Дан сидел в тюрьме, она оттачивала свои навыки баскетбола на бикфуте и даже стала играть лучше Дана. После того, как Дан потерпел от неё ряд поражений, она разочаровалась в нём и позже положила глаз на Айсмана, который на тот момент оказался сильнее их обоих. Миранда заявила, что намерена найти самого сильнейшего игрока в мире и заполучить его гены (подразумевается родить от него ребёнка). Получает сильное удовольствие, когда ей становится больно или она чувствует угрозу со стороны кого либо. Её отец является мэром города и когда мать умерла, так и не родив мужского наследника, отец выкинул маленькую дочь из дома, из-за чего Миранда возненавидела его. После встречи с Навигой влюбляется в него с первого взгляда, но какое-то время избегала контакта с ним, так как любовные отношения человека с гигантом невозможны, но позже принимает его.
Сэйю: Сидзука Ито
Айсман Хотти (яп. アイスマン・ホッティ Аисуман Хотти) — Изначально играл в лиге бикфутболла, но когда Дан начал разрушать арену, именно он не позволил ему забить гол. Позже оттачивает свои навыки и получает способность кидать мячи с разрушительной силой. Ненавидит своих соперников и жаждет «уничтожить» их, так он сначала ненавидел Дана. Сначала обыгрывает с победой Дана и Миранду, но позже с неудовольствием соглашается войти в команду Дана. Когда-то входил в команду Сокола, но после того, как он его выгнал оттуда, Айсман начал точить зуб на него. Пришёл когда-то из подземного города, где потерял свою левую руку и ногу, теперь он вместо них носит механические протезы, которые скрывает под одеждой. Полагал долгое время, что именно он является спасителем из пророчества, но позже признаёт, что им является Дан.
Сэйю: Юйти Накамура
Флора Скайблюм (яп. フローラ・スカイブルーム Фурора Сукаибуруму) — Принцесса, которая прибыла с луны. Находилась под чрезмерной опекой своих слуг. Обладает сверхъестественными чувствами и физическими способностями. После прибытия на Землю заинтересовалась баскетболом и решила сбежать, одевшись как мальчик под именем Алан Нейсмит. Позже её начинает обучать баскетболу Коко, у девушки оказывается прирождённый талант к спорту. Впоследствии она присоединяется к команде Дана, а его называет Дан-сама, те. господин Дан, что того сильно смущает и раздражает. Позже главные героини узнают о женской природе Алана. Была готова участвовать на последнем турнире, который был призван спасти Луну от падения, но признала, что она недостаточно сильна и позволяет заменить себя Руж. После всех событий начинает путешествовать по миру.
Сэйю: Риэ Кугимия
Навига Штельте (яп. ナヴィガ・ステルテ Навига Сутэрутэ) — Лунный гигант, чьё племя привезли на Землю, чтобы добывать полезные ископаемые. Очень добрый и отзывчивый. Когда тот встретился с Даном, его племя уже умерло, и он остался один. Дан убедил его присоединиться к его команде. Его размер примерно такой же, как и бигфут, однако он носит механическую броню, которая похожа на бигфута, и так он может маскироваться на людях. Вскоре стал сближаться с Мирандой.
Сэйю: Такаюки Кондо
Спанки (яп. スパンキー Супанки) — Маленький зверёк, который обычно принимает форму шлема или маски Дана, за что Данк получил прозвище Данк-маска. Очень похож по характеру на Дана. Они бьют и ругают друг друга постоянно, но при этом сильно привязаны друг к другу, как братья. Может есть всё в подряд вне зависимости от формы и размера. Дан даже однажды использовал зубы Спанки как открывалку, также использовал его, как мочалку в одной из серий.
Сэйю: Ая Эндо
Миюки Аюкава (яп. ミユキ・アユカワ) — Подруга детства Дана, девушка с тёмной кожей. Она когда то давно прибыла с Луны. Высококвалифицированный механик, получила опыт от своего дедушки. Может быстро починить развалившихся бигфутов. Сама же не является игроком. Периодически модернизирует и усовершенствует бигфутов. Питает любовные чувства к Дану, но позже признаёт его чувства к Руж.
Сэйю: Масуми Асано
Ганц Богарт (яп. ガンツ・ボガード Ганцу Богадо)
Один из друзей Дана и помогает его команде. Продавал части телевизоров, который разрушал Дан. Дал идею надеть на бигфутов огромную обувь, чтобы облегчить их передвижение. Харука сделала его своим главным помощником, так как он сильно ей понравился, по причине, что его лицо похоже на ногу. Выступает в основном в качестве продавца.
Сэйю: Кэндзиро Цуда.
Белл Линдон (яп. ベル・リンドン Бэру Риндон)
Один из друзей Дана. Он изучает архитектуру и знает о каждом здании города, где вырос Дан. Страдает от ожирения. После того, как вместе с Ганцом попадает в тюрьму, теряет практически весь свой вес, но позже снова поправляется. В конце истории видно, что он снова теряет вес и занимается офисной работой.
Сэйю: Юмико Кобаяси.
Сойти Аюкава (яп. ソーイチ・アユカワ)
Дедушка Миюки. Родом с Луны. Путешествует вместе с главными героями. Любит всё «большое», поэтому следит за женщинами с большим бюстом. Когда то давно вместе с Таузанд и Яном разработал бигфуты на Луне. После смерти сына отказался работать на корпорацию и отправился на Землю.
Сэйю: Масаси Хиросэ.
Харука Грэйсиа (яп. はるか・グレイシア Харука Гурэйсиа)
Прибывает с Луны, чтобы стать новым менеджером команды Дана. Она дизайнер обуви и обожает всё, что связано с ногами и обувью. Может также читать мысли ног и узнавать нужную информацию по следам. У Харуки большая грудь, так как она прибыла с луны, где гравитация значительно ниже. Обувь, созданная ей имеет логотипы компании NIKE — Свуш. После того, как видит ноги Навиги, решает создать самую лучшую обувь для него.
Сэйю: Саяка Охара.
Руж (яп. ルージュ Рудзю)
Поп идол и солистка группы Эклипс, родом с Луны. Кода она случайно встречает Дана, сделала вид, что целует его, чтобы спрятаться от папарацци. В благодарность за спасение её от прессы, целует его в щёку, чтобы, на самом деле, заманить его на матч. Пресса же распространила слухи о романе между Даном и Руж. Отлично играет в бигфутбол и устроила состязание Дану, но проигрывает. После этого действительно влюбляется в Дана. После чего отказалась принимать таблетки, которые поддерживали жизнеспособность её тела, которое было модифицировано и усовершенствовано. Однако после операции, Роуз теряет память о Дане и долгое время не может вспомнить его, но позже вспоминает всё во время басквоша.
Сэйю: Харука Томацу.
Коко Джей-Ди (яп. ココ・ジェイディー Коко Дзэйди)
Младшая сестра Дана. Она играла гораздо лучше его, но после того, как на неё упал бигфут, её кости были раздроблены и нервы в ногах были разорваны. После операции, Коко села на инвалидную коляску. После инцидента стала очень холодно относится к брату несмотря не его попытки сблизиться с ней. Хотя на самом деле очень заботится о нём и продвигает его команду, создавая блоги в интернете о его команде. Позже попадает на Луну и там продолжает следить за братом.
Сэйю: Кана Ханадзава.
Янг Харрис (яп. ヤン・ハリス Ян Харису)
Менеджер поп-группы Эклипс а также директор лунной корпорации разработок, где были созданы бигфуты. С самого начала невзлюбил Дана и пытался убить его. Стремится сам создать легенду из пророчества, для чего нарушил орбиту Земли и Луны, чтобы они столкнулись друг с другом.
Сэйю: Хирофуми Нодзима.

## Список серий аниме
| #  | Название | Дата выхода       |
| -- | --- | ----------------- |
| 01 | I am Legend «Ai amu rejendo» (アイ·アム·レジェンド)                                                                           | 2 апреля, 2009    |
| 02 | Legend is Dead «Rejendo izu deddo» (レジェンド·イズ·デッド)                                                                   | 9 апреля, 2009    |
| 03 | Destroy Destroy «Desutoroi desutoroi» (デストロイ·デストロイ)                                                                 | 16 апреля, 2009   |
| 04 | Threeway Free-Fight «Surīwei furīfaito» (スリーウェイ·フリーファイト)                                                         | 23 апреля, 2009   |
| 05 | Basquash! «Basukasshu!» (バスカッシュ!)                                                                                       | 30 апреля, 2009   |
| 06 | Saint has Come «Seinto hazu kamu» (セイント·ハズ·カム)                                                                        | 7 мая, 2009       |
| 07 | Within Out-Of «Wizuin Autoobu» (ウィズイン·アウトオブ)                                                                        | 14 мая, 2009      |
| 08 | Pass of Truth «Pasu Obu Turūsu» (パス·オブ·トゥルース)                                                                        | 21 мая, 2009      |
| 09 | Idol Attack! «Aidoru Atakku!» (アイドル·アタック!)                                                                            | 28 мая, 2009      |
| 10 | Non-stop Jump-stop «Nonsutoppu Janpusutoppu» (ノンストップ·ジャンプストップ)                                                  | 4 июня, 2009      |
| 11 | In the Night Before «In Za Naito Bifoa» (イン·ザ·ナイト·ビフォア)                                                             | 11 июня, 2009     |
| 12 | League League League! / Secondary Break «Rīgu Rīgu Rīgu! / Sekandarī Bureiku» (リーグ·リーグ·リーグ!／セカンダリー・ブレイク) | 18 июня, 2009     |
| 13 | See You on the Moon «Shīyū on za Mūn» (シーユー·オン·ザ·ムーン)                                                               | 25 июня, 2009     |
| 14 | Splash Dash Crash! «Supurasshu Dasshu Kurashhu!» (スプラッシュ·ダッシュ·クラッシュ!)                                          | 2 июля, 2009      |
| 15 | Run and Cannon «Ran Ando Kyanon» (ラン·アンド·キャノン)                                                                       | 9 июля, 2009      |
| 16 | Underground «Andāguraundo» (アンダーグラウンド)                                                                               | 16 июля, 2009     |
| 17 | Giant Step «Jyaianto Suteppu» (ジャイアント·ステップ)                                                                         | 23 июля, 2009     |
| 18 | Memory of You «Memorī obu Yū» (メモリー·オブ·ユー)                                                                            | 30 июля, 2009     |
| 19 | Turn Over «Tān Ōbā» (ターン·オーバー)                                                                                         | 6 августа, 2009   |
| 20 | Fit-in Break «Fittoin Bureiku» (フィットイン·ブレイク)                                                                        | 13 августа, 2009  |
| 21 | Total Eclipse «Tōtaru Ekurippusu» (トータル·エクリップス)                                                                     | 27 августа, 2009  |
| 22 | Clutch Shot «Kuracchishotto» (クラッチショット)                                                                               | 3 сентября, 2009  |
| 23 | Cause Slash Said So «Kōzu Surasshu Seddo Sou» (コーズ・スラッシュ・セッド・ソウ)                                              | 10 сентября, 2009 |
| 24 | Who are You? «Fū Ā Yū?» (フー・アー・ユー?)                                                                                   | 17 сентября, 2009 |
| 25 | Above the Rim «Abavu za Rimu» (アバヴ・ザ・リム)                                                                              | 24 сентября, 2009 |
| 26 | Free «Furī» (フリー Free) | 1 октября, 2009   |

## Музыка
Открытие:
1. «nO limiT» исполняют: Eclipse (яп. エクリップス Экуриппусу) (Харука Томацу, Саори Хаями, Накадзима Мэгуми) (серии 2-13), (22 серия)
2. «Boku ga Boku no Mama» (яп. 僕が僕のまま) исполняет: THE SPIN (серии 14-26)

Концовки:
1. «Free» исполняет: Ю Ямада (серии 1-12)
2. «Running On» исполняют: Eclipse (Харука Томацу, Саори Хаями, Накадзима Мэгуми) (серия 13)
3. «Futari no Yakusoku» (яп. 二人の約束) исполняют: Eclipse (серии 14-23, 25-26)
4. «Hoshiwatari» (яп. ホシワタリ) исполняет: Накадзима Мэгуми (серии 24)